# Andoni Ituarte
Andoni Ituarte (20 de agosto de 1919, data de morte desconhecida) foi um ciclista de estrada venezuelano, natural da Espanha. Participou nos Jogos Olímpicos de 1952, em Helsinque, competindo no contrarrelógio e perseguição por equipes.